# Fusen Tetsu
Fusen Tetsu (japanisch 不染 鉄, geboren 16. Juni 1891 in Tokio, gestorben 28. Februar 1976) war ein japanischer Maler der Nihonga-Richtung während der Taishō- und Shōwa-Zeit.

## Leben und Werk
Fusen Tetsu wurde als Sohn des Oberpriesters des Tempels Kōen-ji (光円寺) im Stadtteil Koishikawa in Tokio, Fusen Nobuō (不染 信翁), geboren. Zu der Zeit soll sein Vater als Aufseher über die Mausoleen des Zōjō-ji im Stadtteil Shiba beschäftigt gewesen sein. Sein Sohn Tetsu schrieb seinen ursprünglichen Vornamen Tetsuji (哲治) gleichlautend als 哲爾, oder auch mit den Zeichen 哲二. Er besuchte die Mittelschule Shiba (芝中学校 Shiba chūgakkō), die von der Jōdo-Richtung des Buddhismus betrieben wurde, wechselte dann zur Kōgyokusha-Mittelschule (攻玉社中学校 Kōgyokusha chūgakkō). Danach nahm er ein Studium an der buddhistischen Taishō-Universität auf.
Zunächst beschäftigte Fusen sich mit Malerei unter Lehrern in der Nachbarschaft, ab 1914 studierte er am Nihon Bijutsuin. Dabei soll er sich  mit Murayama Kaita angefreundet haben. Dann verließ er Tokio und besuchte die Inseln Ōshima und Shikine-jima, um zu zeichnen. Er blieb dort drei Jahre und betätigte sich als Fischer. 1918 schrieb er sich an der „Städtische Fachschule für Malerei Kyoto“ (京都市立絵画専門学校 Kyōto-shiritsu kaiga semmon gakkō, heute: Städtische Kunsthochschule Kyoto) ein, wo er als Meisterschüler aufgenommen wurde. 1923 machte er als Bester seinen Abschluss. Bereits 1920 wurde auf der 3. „Teiten“ sein Bild „Sommer und Herbst“ (夏と秋 Natsu to aki) angenommen. Es folgten „Dorf“ (村 Mura) auf der 4. Teiten, „Dorf am Meer“ (海村 Kaison) auf einer von der Zeitung Ōsaka Maichichi Shimbun (大阪毎日新聞) veranstalteten Ausstellung, (山海図絵 Sankai zue) auf der 6. Teiten, „Ōshima“ auf der 7. „Notizen der Erinnerung“ (思出の記 Omoide no ki) usw., wobei er seine Erinnerungen an den Aufenthalt auf den Inseln verarbeitete. Für das "Dorf am Meer" wurde er mit einer Silbermedaille ausgezeichnet.
Fusen liebte es, sich mit vielen verschiedenen Dingen zu beschäftigen. An der Schule für Kunst und Kunstgewerbe hatte er die bebilderte Überlieferung zu Priester Ippen (一遍; 1239–1289) kopiert, dem er sich als ewiger Wanderer verbunden fühlte. Er stellte weiterhin auf der Teiten aus, beteiligte sich 1940 auf Einladung an der Gestaltung des „Daitō Nansōin“ (大東南宗院) des Malers Komuro Suiun (1874–1945), gewann aber wenig Ruhm damit. Er zog sich allmählich aus der Öffentlichkeit zurück, zog nach Nara und verbrachte dort seinen Lebensabend.